# 猪股弘貴
猪股 弘貴（いのまた ひろき 、1952年 - )は、日本の法学者。明治大学法学部教授。
秋田県本荘市（現・由利本荘市）出身。東北大学法学部卒業、早稲田大学大学院法学研究科博士後期課程単位取得退学。小樽商科大学教授、明治大学法学部教授を経て、現・明治大学名誉教授。博士（法学・早稲田大学）。

## 経歴
1982年9月に早稲田大学大学院法学研究科にて博士後期課程を単位取得により退学する。2001年11月、早稲田大学より博士号学位を授与される（法学博士）。

## おもな著作
単著
- 『憲法論の再構築』信山社（2000）
- 『憲法〈2〉統治機構』信山社（2002）
- 『国政調査権と司法審査』信山社（2007）
- 『公務員の個人的責任』有斐閣〈行政判例百選II〉第7版

共著
- 『現代行政法論』敬文堂（1983）
- 『法学・憲法』敬文堂（1990）
- 『憲法』敬文堂（1999）

翻訳
- A・V・ダイシー『ダイシーと行政法』成文堂（1992）
- スティーブン・フェルドマン『アメリカ法思想史：プレモダニズムからポストモダニズムへ』信山社（2005）
- マーティン・ラフリン『公法の観念』勁草書房（2015）